# Leszek Jerzak
Leszek Jerzak (ur. 1959 w Lubinie) – polski biolog, specjalizujący się w ornitologii, nauczyciel akademicki związany z zielonogórskimi uczelniami.

## Życiorys
W latach 1974–1978 uczęszczał do VII Liceum Ogólnokształcącego w Zielonej Górze.
W 1982 ukończył studia na kierunku biologia na Wydziale Matematyczno-Przyrodniczym WSP w Słupsku (promotor: prof. dr hab. Wojciech Górski). Rozprawę doktorską obronił w Instytucie Ekologii PAN w Dziekanowie Leśnym w 1990 r. (promotor: prof. dr hab. Jan Pinowski). Stopień naukowy doktora habilitowanego nauk biologicznych został mu nadany w 2003 r. na Uniwersytecie Mikołaja Kopernika w Toruniu. 15 sierpnia 2011 roku Prezydent RP nadał mu tytuł naukowy profesora nauk biologicznych (procedurę przeprowadzono na Wydziale Biologii UAM w Poznaniu).

## Przebieg pracy
Po ukończeniu studiów rozpoczął pracę jako asystent na Wydziale Pedagogicznym w WSP w Zielonej Górze (1982). W 2001 r. rozpoczął pracę jako adiunkt w Instytucie Biotechnologii i Ochrony Środowiska (Wydział Inżynierii Lądowej i Środowiska, Uniwersytet Zielonogórski). Od 2007 jako prof. nadzw. w Katedrze Ochrony Przyrody (Wydział Nauk Biologicznych, UZ), a od 2012 jako prof. zw.
Na zielonogórskiej uczeni sprawował wiele ważnych stanowisk organizacyjnych. W latach 1991–1993 był zastępcą dyrektora Instytutu Pedagogiki i Psychologii (Wydz. Pedagogiczny, WSP w Zielonej Górze), a następnie od 1999 do 2000 r. kierownikiem Zakładu Edukacji Przyrodniczej, 2002–2004 kierownikiem Pracowni Ochrony Przyrody w Instytucie Biotechnologii i Ochrony Środowiska (Wydz. Inżynierii Lądowej i Środowiska, UZ) i 2004–2005 kierownikiem Zakładu Ochrony Przyrody. Następnie w latach 2005–2008 został wybrany na dyrektora Instytutu Biotechnologii i Ochrony Środowiska (WILŚ, UZ).
W 2007 rektor mianował go na pełnomocnika ds. utworzenia Wydziału Nauk Biologicznych. Następnie został wybrany na dwie kadencje (2008–2012, 2012–2016)
Dziekanem Wydziału Nauk Biologicznych UZ. Od 2008 r. pełni funkcję kierownika Katedry Ochrony Przyrody, INB, UZ, a obecnie jest dyrektorem Instytutu Nauk Biologicznych UZ. W latach 2018–2021 był zewnętrznym egzaminatorem z biologii (External Examinator) w Royal College of Surgeon in Ireland (Dublin, filia w Bahrainie).

## Zainteresowania i profil badawczy

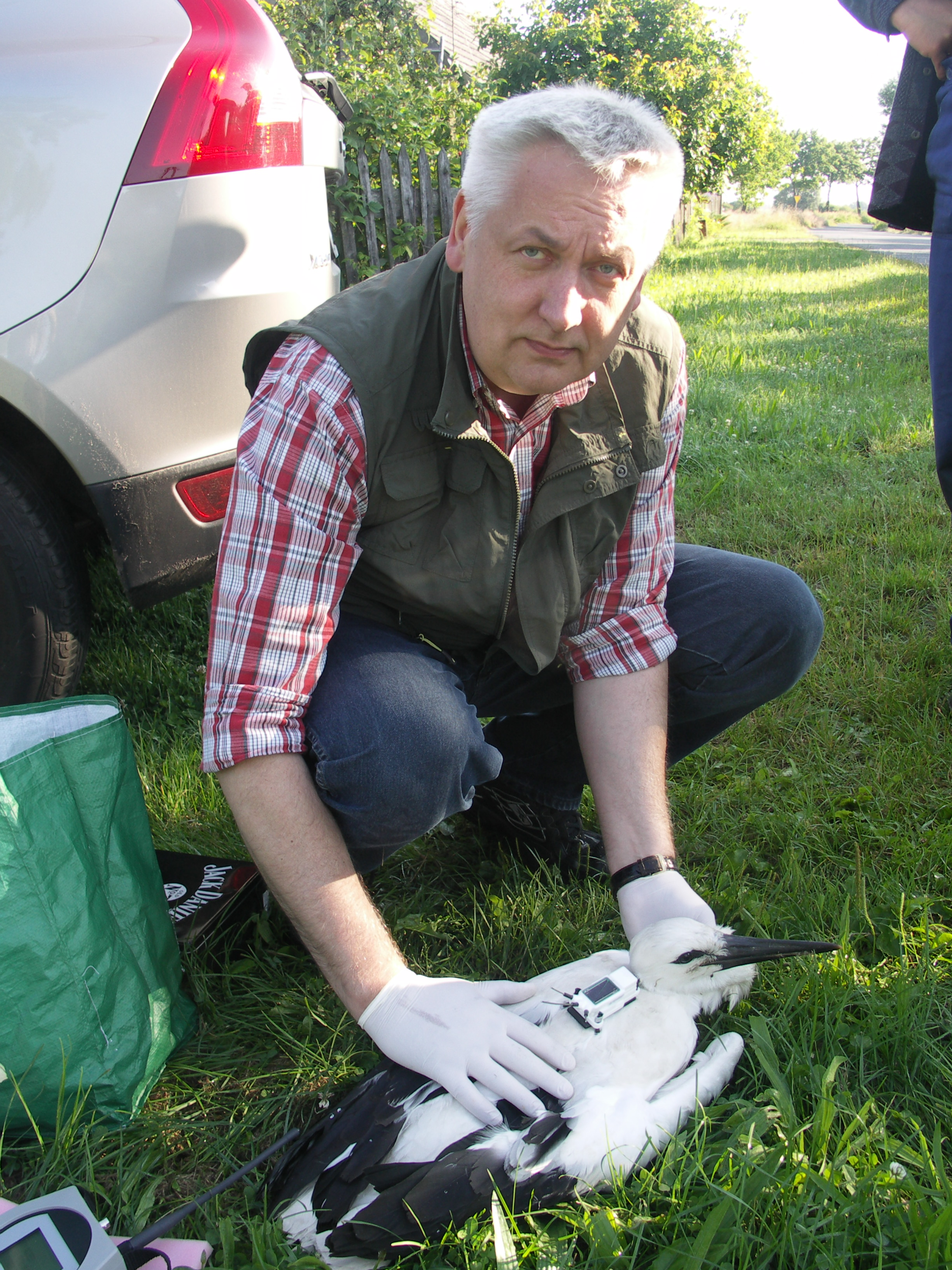
Prof. Leszek Jerzak przy pracy z bocianami

Jego zainteresowania naukowe związane są z następującymi zagadnieniami: biologia i ekologia krukowatych (Corvidae), urbanizacja sroki (Pica pica), badania nad jakością środowiska a kondycją fizjologiczną młodych bocianów białych (Ciconia ciconia).
Jest autorem i współautorem ponad 100 publikacji naukowych.
Wypromował ośmiu doktorów.
Pełnił funkcję redaktora naczelnego czasopisma naukowego „International Studies on Sparrows” (obecnie z-ca redaktora).
Był organizatorem i współorganizatorem wielu konferencji krajowych i zagranicznych m.in.:
International Conference for Magpie Ecology, 1995, Zielona Góra;
I sympozjum naukowe „Ptaki krukowate Polski. Stan wiedzy i perspektywy badań”, 16–18 września 2004, Zielona Góra;
III spotkanie Grupy Badawczej Bociana Białego, Muzeum Bociana Białego, 5–6.09.2008, Kłopot;
Konf. Naukowa „Ptaki miast”, 14–16.09.2012 r., Zielona Góra;
Zjazdu Sekcji Ornitologicznej PTZool., 17–20 września 2009, Lublin;
1st International White Stork Conference, 4th–6th Sept. 2014, Zielona Góra, Poland;
XXI Zjazd PTZool. “Zwierzęta w zmieniającym się świecie”, 11–13.09.2015 r., Zielona Góra.
Poza uczelnią jest aktywnym członkiem LOP, INTECOL oraz PTZool. Został wybrany na przewodniczącego Regionalnej Rady Ochrony Przyrody w Gorzowie Wielkopolskim. Jest także członkiem Rady Parków Krajobrazowych Woj. Lubuskiego, członkiem Rady Naukowej PN „Ujście Warty” oraz Prezesem Zarządu Polskiego Towarzystwa Zoologicznego. Był członkiem Komisji Ochrony Środowiska przy Oddziale PAN w Poznaniu oraz członkiem Komitetu Biologii Organizmalnej PAN (Sekcja Zoologii).
Był wieloletnim prezesem Ligi Ochrony Przyrody ZO w Zielonej Górze. Stworzył (otwarcie w 2003 r.) Muzeum Bociana Białego w Kłopocie (gm. Cybinka) – wioski z największą kolonią bociana w zachodniej Polsce. Działając w ramach LOP wraz z jego Prezydium jest współinicjatorem odtworzenia Zielonogórskiego Ogrodu Botanicznego (otwarcie w 2007 r.). Doprowadził do powstania Ośrodka Rehabilitacji dla Dzikich Zwierząt Chronionych Prawem „Ptasi azyl” przy UZ (od 2015 r.). Z jego inicjatywy powstały Park Krajobrazowy „Łuk Mużakowa” oraz Krzesiński Park Krajobrazowy. Został powołany do Komitetu Koordynacyjnego Europejskiej Sieci Geoparków (EGN) w Paryżu.

## Odznaczenia i wyróżnienia
W trakcie pracy zawodowej otrzymał następujące ważniejsze nagrody i wyróżnienia:
- wielokrotnie Nagrody Rektora UZ: indywidualna I stopnia za osiągnięcia w pracy naukowo-badawczej, a w szczególności za cykle publikacji oraz nagrody za osiągnięcia organizacyjne;
- złotą odznakę LOP (2003 r.) za utworzenie Muzeum Bociana Białego w Kłopocie;
- 2004 r. nadanie LOP w Zielonej Górze tytułu Promotor Ekologii przez Prezydenta RP.
- 2004 r. Dyplom dla LOP w Zielonej Górze laureata Konkursu Ekologicznego „Przyjaźni Środowisku” – Minister Edukacji Narodowej i Sportu.
- medal im. Wiktora Godlewskiego w 2006 roku za zasługi na rzecz ochrony przyrody;
- nagrodę naukową Prezydenta Miasta Zielona Góra w 2008 roku za stworzenie Zielonogórskiego Ogrodu Botanicznego (23.09.2008 r.);
- dyplom “The GEF Small Grants Program Poland, UNDP” za realizację projektów związanych z ochroną przyrody (czerwiec 2008);
- medal Komisji Edukacji Narodowej (2010 r.);
- Złoty Krzyż Zasługi (2012 r.)
- Odznakę Honorową Ministra Środowiska za Zasługi dla Ochrony Środowiska i Gospodarki Wodnej (2015 r.).
- Nagroda Prezydenta Miasta Zielona Góra – Złoty Medal, 2021 r,.
- powołany do Komitetu Organizacyjnego Obchodów 800-lecia powstania Zielonej Góry i 700-lecia uzyskania praw miejskich.
- Odznaka Honorowa Zasłużony dla Województwa Lubuskiego (2023 r.)

## Publikacje
- Lista publikacji na Uniwersytecie Zielonogórskim